# Igaratá (ort)
Igaratá är en ort i Brasilien.   Den ligger i kommunen Igaratá och delstaten São Paulo, i den sydöstra delen av landet, 800 km söder om huvudstaden Brasília. Igaratá ligger 744 meter över havet och antalet invånare är 8 825.
Terrängen runt Igaratá är platt söderut, men norrut är den kuperad. Närmaste större samhälle är Santa Isabel, 14,0 km sydväst om Igaratá.
Omgivningarna runt Igaratá är en mosaik av jordbruksmark och naturlig växtlighet. Runt Igaratá är det tätbefolkat, med 266 invånare per kvadratkilometer.